# Liste du patrimoine mondial au Yémen
Cet article recense les sites inscrits au patrimoine mondial au Yémen.

## Statistiques
Le Yémen ratifie la Convention pour la protection du patrimoine mondial, culturel et naturel le 7 octobre 1980. Le premier site protégé est inscrit en 1982.
En 2023, le Yémen compte 5 sites inscrits au patrimoine mondial, 4 culturels et 1 naturel. 
Le pays a également soumis 9 sites à la liste indicative, 4 culturels, 2 naturels et 3 mixtes.

## Listes

### Patrimoine mondial
Les sites suivants sont inscrits au patrimoine mondial.
| Site                                           | Gouvernorat | Type                       | Date | Superficie (ha) | Lien | Notes                                                     | Coordonnées                       | Illus. |
| ---------------------------------------------- | ----------- | -------------------------- | ---- | --------------- | ---- | --------------------------------------------------------- | --------------------------------- | ------ |
| Ancienne ville de Shibam et son mur d'enceinte | Hadramaout  | Culturel, (iii), (iv), (v) | 1982 |                 | 192  | En péril depuis 2015                                      | 15° 55′ 37″ nord, 48° 37′ 37″ est |        |
| Archipel de Socotra                            | Hadramaout  | Naturel, (x)               | 2008 | 410 460         | 1263 | Comprend 18 zones distinctes.                             | 12° 30′ 00″ nord, 53° 49′ 59″ est |        |
| Hauts lieux de l'ancien royaume de Saba, Marib | Ma'rib      | Culturel, (iii), (iv)      | 2023 | 375,29          | 1700 | En péril depuis 2023 7 sites : - Ancienne cité de Sirwah. | 15° 25′ 01″ nord, 45° 19′ 59″ est |        |
| Vieille ville de Sana'a                        | Sanaa       | Culturel, (iv), (v), (vi)  | 1986 |                 | 385  | En péril depuis 2015                                      | 15° 21′ 22″ nord, 44° 12′ 29″ est |        |
| Ville historique de Zabid                      | Al-Hodeïda  | Culturel, (ii), (iv), (vi) | 1993 |                 | 611  | En péril depuis 2000                                      | 14° 11′ 53″ nord, 43° 19′ 48″ est |        |

### Liste indicative
Les sites suivants sont inscrits sur la liste indicative.
| Site                                 | Gouvernorat             | Type                      | Date | Lien | Notes                                                | Coordonnées                       | Illus. |
| ------------------------------------ | ----------------------- | ------------------------- | ---- | ---- | ---------------------------------------------------- | --------------------------------- | ------ |
| Jabal Bura (en)                      | Al-Hodeïda              | Mixte                     | 2002 | 1723 |                                                      | 14° 55′ 01″ nord, 43° 25′ 01″ est |        |
| Jabal Haraz (en)                     |                         | Mixte                     | 2002 | 1722 |                                                      | 15° 10′ 01″ nord, 43° 45′ 00″ est |        |
| Jibla et son environnement           | Ibb                     | Culturel (ii), (iv), (v)  | 2002 | 1721 | Proposé sous le nom « Jibla and its surroundings ».  | 13° 55′ 01″ nord, 44° 07′ 59″ est |        |
| La madrasa d'Amiriya de Rada'a (de)  | Gouvernorat d'Al Bayda' | Culturel (i), (iv)        | 2002 | 1720 | Proposé sous le nom « The Madrasa Amiriya of Rada ». | 14° 25′ 01″ nord, 44° 46′ 01″ est |        |
| Ville historique de Sa'dah           | Sa'dah                  | Culturel (i), (iv), (v)   | 2002 | 1718 | Proposé sous le nom « Historic city of Saada ».      | 16° 58′ 01″ nord, 43° 43′ 01″ est |        |
| La ville historique de Thula         | Amran                   | Culturel (i), (iii), (iv) | 2002 | 1719 | Proposé sous le nom « The Historic City of Thula ».  | 15° 36′ nord, 45° 54′ est         |        |
| Zone côtière de Bal'haf/Burum (en)   | Hadramaout              | Mixte                     | 2002 | 1724 | Proposé sous le nom « Balhaf/Burum coastal area ».   | 14° 15′ 00″ nord, 48° 37′ 30″ est |        |
| Zone côtière de Sharmah (en)/Jethmun | Hadramaout              | Naturel                   | 2002 | 1727 | Proposé sous le nom « Sharma/Jethmun coastal area ». | 14° 15′ 00″ nord, 48° 37′ 30″ est |        |
| La zone de Hawf (en)                 | Mahra                   | Naturel (vii), (x)        | 2002 | 1726 | Proposé sous le nom « The Hawf Area ».               | 16° 39′ 00″ nord, 52° 59′ 31″ est |        |